# Phineas Gage
Phineas P. Gage (født 9. juli 1823, død 21. maj 1860) var en amerikansk jernbanearbejder, der overlevede en alvorlig ulykke.

## Baggrund
Den 13. september 1848 i Vermont i USA arbejdede Phineas Gage med at fjerne klipper og sten, så der kunne blive lagt spor til jernbanen. Når man på den tid skulle fjerne en klippe, borede man et hul og så brugte man en lang jernstang, til at presse sprængstof godt ned, så man kunne sprænge klippen væk. Det der skete den dag, var at Phineas Gage var i fuld gang med presse sprængstoffet  med jernstangen, men på et tidspunkt, skrabede stangen mod klippen så den udløste en gnist, så sprængstoffet sprang i luften. Den 1 meter lange jernstang blev skudt lige op under Phineas Gages venstre øje og den fortsatte ind gennem hans kranium og landede tredive meter ude på den anden side. Phineas Gage lå livløs på jorden i ca to minutter, før han blev hjulpet op på en oksekærre, og  blev kørt ind til det nærmeste hospital. Her blev han behandlet  og levede i tolv år der efter. Ulykken betød dog, at han mistede synet på det ene øje, samtidig med at han ændrede sin personlighed. Skaden på hans hjerne gjorde, at han begyndte at bande meget, kom med dumme kommentarer og var meget stresset.
I 1860 døde Phineas Gage, og syv år senere blev hans kranium og jernstangen, som han var blevet begravet sammen med, gravet op, og de er nu udstillet på Warren Anatomical Museum i USA.